# Kōnstantinos Charalampidīs (calciatore)
Kōnstantinos Charalampidīs (in greco: Κωνσταντίνος Χαραλαμπίδης; Nicosia, 25 luglio 1981) è un ex calciatore cipriota, di ruolo centrocampista.

## Carriera

### Club
Formatosi nelle giovanili dell'APOEL Nicosia, nel 1997 viene convocato in prima squadra.
Con la squadra cipriota in otto anni colleziona 101 presenze e 25 reti, vincendo 2 campionati, 1 Coppa di Cipro e 2 Supercoppe.
A metà della stagione 2004-2005, firma un contratto di due anni e mezzo con il Panathinaikos, collezionando 43 presenze ed una sola rete. Nel gennaio 2006 passa con la formula del prestito al PAOK, dove milita per 6 mesi, scendendo in campo 16 volte e segnando una rete. Durante la stagione 2006-2007 il Panathinaikos fa sapere che non rinnoverà il suo contratto, in scadenza al termine della stagione.
Nell'estate del 2007 Charalampidīs effettua un provino per la squadra inglese del Cardiff, ma in seguito firmerà un contratto con il Jena, club tedesco militante allora nella Zweite Liga. A gennaio 2008, dopo aver totalizzato 12 presenze e una rete, rescinde il contratto di comune accordo con la società.
Poco dopo viene contattato dalla squadra in cui è cresciuto, l'APOEL Nicosia, che gli offre la possibilità di tornare a giocare in patria. Charalampidīs firma il 27 gennaio 2008 un contratto quadriennale con la società cipriota.

### Nazionale
Charalampidīs ha esordito in nazionale maggiore nel 2003.
Ha segnato una doppietta nell'incontro Cipro-Irlanda dell'ottobre 2006, terminato 5-2, valido per la qualificazione agli Europei del 2008.

## Statistiche

### Presenze e reti nei club
Statistiche aggiornate al 18 aprile 2018.
| Stagione           | Squadra            | Campionato         | Campionato | Campionato | Coppe nazionali | Coppe nazionali | Coppe nazionali | Coppe continentali | Coppe continentali | Coppe continentali | Altre coppe | Altre coppe | Altre coppe | Totale | Totale |
| Stagione           | Squadra            | Comp               | Pres       | Reti       | Comp            | Pres            | Reti            | Comp               | Pres               | Reti               | Comp        | Pres        | Reti        | Pres   | Reti   |
| ------------------ | ------------------ | ------------------ | ---------- | ---------- | --------------- | --------------- | --------------- | ------------------ | ------------------ | ------------------ | ----------- | ----------- | ----------- | ------ | ------ |
| 2006-gen. 2007     | PAOK               | SL                 | 16         | 1          | CG              | 1               | 0               | -                  | -                  | -                  | -           | -           | -           | 17     | 1      |
| gen.-giu. 2007     | Panathinaikos      | SL                 | 3          | 0          | CG              | 0               | 0               | CU                 | 0                  | 0                  | -           | -           | -           | 3      | 0      |
| 2007-gen. 2008     | Carl Zeiss Jena    | ZL                 | 12         | 1          | CG              | 1               | 0               | -                  | -                  | -                  | -           | -           | -           | 13     | 1      |
| gen.-giu. 2008     | APOEL              | AK                 | 7+3        | 3+1        | CC              | -               | -               | UCL                | -                  | -                  | SC          | -           | -           | 10     | 4      |
| 2008-2009          | APOEL              | AK                 | 21+3       | 4          | CC              | 4               | 1               | CU                 | 6                  | 0                  | SC          | 1           | 0           | 35     | 5      |
| 2009-2010          | APOEL              | AK                 | 22+5       | 6+3        | CC              | 7               | 2               | UCL                | 10                 | 0                  | SC          | 0           | 0           | 44     | 11     |
| 2010-2011          | APOEL              | AK                 | 24+6       | 1+2        | CC              | 2               | 0               | UEL                | 5                  | 2                  | -           | -           | -           | 37     | 5      |
| 2011-2012          | APOEL              | AK                 | 25+5       | 7          | CC              | 3               | 0               | UCL                | 15                 | 1                  | SC          | 1           | 0           | 49     | 8      |
| 2012-2013          | APOEL              | AK                 | 22+6       | 4          | CC              | 3               | 3               | UEL                | 6                  | 0                  | -           | -           | -           | 37     | 7      |
| 2013-2014          | APOEL              | AK                 | 22+10      | 3          | CC              | 7               | 4               | UCL+UEL            | 2+7                | 0                  | SC          | 0           | 0           | 48     | 7      |
| 2014-2015          | APOEL              | AK                 | 10+9       | 2+1        | CC              | 2               | 0               | UCL                | 4                  | 0                  | SC          | 0           | 0           | 25     | 3      |
| 2015-2016          | APOEL              | AK                 | 14+5       | 3+1        | CC              | 2               | 0               | UCL+UEL            | 2+4                | 0                  | SC          | 0           | 0           | 27     | 4      |
| Totale APOEL       | Totale APOEL       | Totale APOEL       | 219        | 41         |                 | 30              | 10              |                    | 61                 | 3                  |             | 2           | 0           | 312    | 54     |
| 2016-2017          | AEK Larnaca        | AK                 | 18+4       | 2+1        | CC              | 4               | 1               | UEL                | 8                  | 0                  | -           | -           | -           | 34     | 4      |
| 2017-2018          | AEK Larnaca        | AK                 | 1          | 0          | CC              | -               | -               | UEL                | 0                  | 0                  | -           | -           | -           | 1      | 0      |
| Totale AEK Larnaca | Totale AEK Larnaca | Totale AEK Larnaca | 23         | 3          |                 | 4               | 1               |                    | 8                  | 0                  |             | -           | -           | 35     | 4      |
| Totale carriera    | Totale carriera    | Totale carriera    | 273        | 46         |                 | 36              | 11              |                    | 69                 | 3                  |             | 2           | 0           | 380    | 60     |

### Cronologia presenze e reti in nazionale
| Cronologia completa delle presenze e delle reti in nazionale ― Grecia | Cronologia completa delle presenze e delle reti in nazionale ― Grecia | Cronologia completa delle presenze e delle reti in nazionale ― Grecia | Cronologia completa delle presenze e delle reti in nazionale ― Grecia | Cronologia completa delle presenze e delle reti in nazionale ― Grecia | Cronologia completa delle presenze e delle reti in nazionale ― Grecia | Cronologia completa delle presenze e delle reti in nazionale ― Grecia | Cronologia completa delle presenze e delle reti in nazionale ― Grecia |
| Data                                                                  | Città                                                                 | In casa                                                               | Risultato                                                             | Ospiti                                                                | Competizione                                                          | Reti                                                                  | Note                                                                  |
| --------------------------------------------------------------------- | --------------------------------------------------------------------- | --------------------------------------------------------------------- | --------------------------------------------------------------------- | --------------------------------------------------------------------- | --------------------------------------------------------------------- | --------------------------------------------------------------------- | --------------------------------------------------------------------- |
| 29-1-2003                                                             | Larnaca                                                               | Cipro                                                                 | 1 – 2                                                                 | Grecia                                                                | Amichevole                                                            | -                                                                     | 55’                                                                   |
| 12-2-2003                                                             | Limassol                                                              | Cipro                                                                 | 0 – 1                                                                 | Russia                                                                | Torneo di Cipro 2003                                                  | -                                                                     | 77’                                                                   |
| 13-2-2003                                                             | Limassol                                                              | Cipro                                                                 | 1 – 3                                                                 | Slovacchia                                                            | Torneo di Cipro 2003                                                  | -                                                                     |                                                                       |
| 2-4-2003                                                              | Lubiana                                                               | Slovenia                                                              | 4 – 1                                                                 | Cipro                                                                 | Qual. Euro 2004                                                       | -                                                                     | 63’                                                                   |
| 7-6-2003                                                              | Ta' Qali                                                              | Malta                                                                 | 1 – 2                                                                 | Cipro                                                                 | Qual. Euro 2004                                                       | -                                                                     | 90+2’                                                                 |
| 19-2-2004                                                             | Nicosia                                                               | Cipro                                                                 | 3 – 1                                                                 | Georgia                                                               | Torneo di Cipro 2004                                                  | 2                                                                     | 80’                                                                   |
| 21-2-2004                                                             | Limassol                                                              | Cipro                                                                 | 2 – 1                                                                 | Kazakistan                                                            | Torneo di Cipro 2004                                                  | 1                                                                     | 46’                                                                   |
| 19-5-2004                                                             | Larnaca                                                               | Cipro                                                                 | 0 – 0                                                                 | Giordania                                                             | Amichevole                                                            | -                                                                     | 65’                                                                   |
| 18-8-2004                                                             | Limassol                                                              | Cipro                                                                 | 2 – 1                                                                 | Albania                                                               | Amichevole                                                            | -                                                                     | 57’                                                                   |
| 4-9-2004                                                              | Dublino                                                               | Irlanda                                                               | 3 – 0                                                                 | Cipro                                                                 | Qual. Mondiali 2006                                                   | -                                                                     | 23’ 70’                                                               |
| 8-9-2004                                                              | Ramat Gan                                                             | Israele                                                               | 2 – 1                                                                 | Cipro                                                                 | Qual. Mondiali 2006                                                   | -                                                                     | 73’                                                                   |
| 9-10-2004                                                             | Strovolos                                                             | Cipro                                                                 | 2 – 2                                                                 | Fær Øer                                                               | Qual. Mondiali 2006                                                   | -                                                                     |                                                                       |
| 13-10-2004                                                            | Strovolos                                                             | Cipro                                                                 | 0 – 2                                                                 | Francia                                                               | Qual. Mondiali 2006                                                   | -                                                                     | 56’                                                                   |
| 17-11-2004                                                            | Strovolos                                                             | Cipro                                                                 | 1 – 2                                                                 | Israele                                                               | Qual. Mondiali 2006                                                   | -                                                                     | 86’                                                                   |
| 8-2-2005                                                              | Limassol                                                              | Cipro                                                                 | 1 – 1 dts (5 – 4 dtr)                                                 | Austria                                                               | Torneo di Cipro 2005                                                  | 1                                                                     |                                                                       |
| 26-3-2005                                                             | Larnaca                                                               | Cipro                                                                 | 2 – 1                                                                 | Giordania                                                             | Amichevole                                                            | 1                                                                     | 80’                                                                   |
| 30-3-2005                                                             | Zurigo                                                                | Svizzera                                                              | 1 – 0                                                                 | Cipro                                                                 | Qual. Mondiali 2006                                                   | -                                                                     |                                                                       |
| 13-8-2005                                                             | Larnaca                                                               | Cipro                                                                 | 2 – 1                                                                 | Iraq                                                                  | Amichevole                                                            | -                                                                     |                                                                       |
| 17-8-2005                                                             | Toftir                                                                | Fær Øer                                                               | 0 – 3                                                                 | Cipro                                                                 | Qual. Mondiali 2006                                                   | -                                                                     |                                                                       |
| 7-9-2005                                                              | Strovolos                                                             | Cipro                                                                 | 1 – 3                                                                 | Svizzera                                                              | Qual. Mondiali 2006                                                   | -                                                                     |                                                                       |
| 8-10-2005                                                             | Strovolos                                                             | Cipro                                                                 | 0 – 1                                                                 | Irlanda                                                               | Qual. Mondiali 2006                                                   | -                                                                     |                                                                       |
| 12-10-2005                                                            | Saint-Denis                                                           | Francia                                                               | 4 – 0                                                                 | Cipro                                                                 | Qual. Mondiali 2006                                                   | -                                                                     |                                                                       |
| 16-11-2005                                                            | Limassol                                                              | Cipro                                                                 | 1 – 0                                                                 | Galles                                                                | Amichevole                                                            | -                                                                     |                                                                       |
| 28-2-2006                                                             | Larnaca                                                               | Cipro                                                                 | 0 – 1                                                                 | Slovenia                                                              | Torneo di Cipro 2006                                                  | -                                                                     | 55’                                                                   |
| 1-3-2006                                                              | Limassol                                                              | Cipro                                                                 | 2 – 0                                                                 | Armenia                                                               | Torneo di Cipro 2006                                                  | -                                                                     |                                                                       |
| 16-8-2006                                                             | Costanza                                                              | Romania                                                               | 2 – 0                                                                 | Cipro                                                                 | Amichevole                                                            | -                                                                     |                                                                       |
| 2-9-2006                                                              | Bratislava                                                            | Slovacchia                                                            | 6 – 1                                                                 | Cipro                                                                 | Qual. Euro 2008                                                       | -                                                                     |                                                                       |
| 7-10-2006                                                             | Strovolos                                                             | Cipro                                                                 | 5 – 2                                                                 | Irlanda                                                               | Qual. Euro 2008                                                       | 2                                                                     | 46’                                                                   |
| 11-10-2006                                                            | Cardiff                                                               | Galles                                                                | 3 – 1                                                                 | Cipro                                                                 | Qual. Euro 2008                                                       | -                                                                     | 46’                                                                   |
| 15-11-2006                                                            | Strovolos                                                             | Cipro                                                                 | 1 – 1                                                                 | Germania                                                              | Qual. Euro 2008                                                       | -                                                                     | 19’                                                                   |
| 6-2-2007                                                              | Limassol                                                              | Cipro                                                                 | 2 – 1                                                                 | Ungheria                                                              | Torneo di Cipro 2007                                                  | -                                                                     | 64’                                                                   |
| 7-2-2007                                                              | Strovolos                                                             | Cipro                                                                 | 0 – 3                                                                 | Bulgaria                                                              | Torneo di Cipro 2007                                                  | -                                                                     | 22’                                                                   |
| 24-3-2007                                                             | Strovolos                                                             | Cipro                                                                 | 1 – 3                                                                 | Slovacchia                                                            | Qual. Euro 2008                                                       | -                                                                     |                                                                       |
| 28-3-2007                                                             | Liberec                                                               | Rep. Ceca                                                             | 1 – 0                                                                 | Cipro                                                                 | Qual. Euro 2008                                                       | -                                                                     | 74’                                                                   |
| 22-8-2007                                                             | Serravalle                                                            | San Marino                                                            | 0 – 1                                                                 | Cipro                                                                 | Qual. Euro 2008                                                       | -                                                                     | 55’                                                                   |
| 13-10-2007                                                            | Strovolos                                                             | Cipro                                                                 | 3 – 1                                                                 | Galles                                                                | Qual. Euro 2008                                                       | 1                                                                     | 62’                                                                   |
| 17-10-2007                                                            | Dublino                                                               | Irlanda                                                               | 1 – 1                                                                 | Cipro                                                                 | Qual. Euro 2008                                                       | -                                                                     |                                                                       |
| 17-11-2007                                                            | Hannover                                                              | Germania                                                              | 4 – 0                                                                 | Cipro                                                                 | Qual. Euro 2008                                                       | -                                                                     | 46’                                                                   |
| 21-11-2007                                                            | Strovolos                                                             | Cipro                                                                 | 0 – 2                                                                 | Rep. Ceca                                                             | Qual. Euro 2008                                                       | -                                                                     | 62’                                                                   |
| 6-2-2008                                                              | Strovolos                                                             | Cipro                                                                 | 1 – 1                                                                 | Ucraina                                                               | Amichevole                                                            | -                                                                     |                                                                       |
| 19-5-2008                                                             | Patrasso                                                              | Grecia                                                                | 2 – 0                                                                 | Cipro                                                                 | Amichevole                                                            | -                                                                     | 46’                                                                   |
| 20-8-2008                                                             | Basilea                                                               | Svizzera                                                              | 4 – 1                                                                 | Cipro                                                                 | Amichevole                                                            | -                                                                     | 75’                                                                   |
| 6-9-2008                                                              | Larnaca                                                               | Cipro                                                                 | 1 – 2                                                                 | Italia                                                                | Qual. Mondiali 2010                                                   | -                                                                     | 73’                                                                   |
| 11-10-2008                                                            | Tbilisi                                                               | Georgia                                                               | 1 – 1                                                                 | Cipro                                                                 | Qual. Mondiali 2010                                                   | -                                                                     | 33’                                                                   |
| 30-5-2009                                                             | Larnaca                                                               | Cipro                                                                 | 0 – 1                                                                 | Canada                                                                | Qual. Mondiali 2010                                                   | -                                                                     |                                                                       |
| 6-6-2009                                                              | Larnaca                                                               | Cipro                                                                 | 2 – 2                                                                 | Montenegro                                                            | Qual. Mondiali 2010                                                   | -                                                                     | 77’                                                                   |
| 12-8-2009                                                             | Tirana                                                                | Albania                                                               | 6 – 1                                                                 | Cipro                                                                 | Amichevole                                                            | 1                                                                     |                                                                       |
| 5-9-2009                                                              | Nicosia                                                               | Cipro                                                                 | 1 – 2                                                                 | Irlanda                                                               | Qual. Mondiali 2010                                                   | -                                                                     |                                                                       |
| 10-10-2009                                                            | Larnaca                                                               | Cipro                                                                 | 4 – 1                                                                 | Bulgaria                                                              | Qual. Mondiali 2010                                                   | 2                                                                     | 53’                                                                   |
| 14-10-2009                                                            | Parma                                                                 | Italia                                                                | 3 – 2                                                                 | Cipro                                                                 | Qual. Mondiali 2010                                                   | -                                                                     |                                                                       |
| 11-8-2010                                                             | Larnaca                                                               | Cipro                                                                 | 1 – 0                                                                 | Andorra                                                               | Amichevole                                                            | -                                                                     | 72’                                                                   |
| 3-9-2010                                                              | Guimarães                                                             | Portogallo                                                            | 4 – 4                                                                 | Cipro                                                                 | Qual. Euro 2012                                                       | -                                                                     | 76’                                                                   |
| 8-10-2010                                                             | Larnaca                                                               | Cipro                                                                 | 1 – 2                                                                 | Norvegia                                                              | Qual. Euro 2012                                                       | -                                                                     | 46’                                                                   |
| 12-10-2010                                                            | Copenaghen                                                            | Danimarca                                                             | 2 – 0                                                                 | Cipro                                                                 | Qual. Euro 2012                                                       | -                                                                     | 54’                                                                   |
| 16-11-2010                                                            | Amman                                                                 | Giordania                                                             | 0 – 0                                                                 | Cipro                                                                 | Amichevole                                                            | -                                                                     | 87’                                                                   |
| 8-2-2011                                                              | Strovolos                                                             | Cipro                                                                 | 0 – 2                                                                 | Svezia                                                                | Torneo di Cipro 2011                                                  | -                                                                     | 64’                                                                   |
| 9-2-2011                                                              | Paralimni                                                             | Cipro                                                                 | 1 – 1 dts (4 – 5 dtr)                                                 | Romania                                                               | Torneo di Cipro 2011                                                  | -                                                                     | 70’                                                                   |
| 26-3-2011                                                             | Nicosia                                                               | Cipro                                                                 | 0 – 0                                                                 | Islanda                                                               | Qual. Euro 2012                                                       | -                                                                     |                                                                       |
| 29-3-2011                                                             | Larnaca                                                               | Cipro                                                                 | 0 – 1                                                                 | Bulgaria                                                              | Amichevole                                                            | -                                                                     | 46’                                                                   |
| 10-8-2011                                                             | Strovolos                                                             | Cipro                                                                 | 3 – 2                                                                 | Moldavia                                                              | Amichevole                                                            | -                                                                     | 66’                                                                   |
| 2-9-2011                                                              | Strovolos                                                             | Cipro                                                                 | 0 – 4                                                                 | Portogallo                                                            | Qual. Euro 2012                                                       | -                                                                     | 63’                                                                   |
| 6-9-2011                                                              | Reykjavík                                                             | Islanda                                                               | 1 – 0                                                                 | Cipro                                                                 | Qual. Euro 2012                                                       | -                                                                     | 83’                                                                   |
| 7-10-2011                                                             | Strovolos                                                             | Cipro                                                                 | 1 – 4                                                                 | Danimarca                                                             | Qual. Euro 2012                                                       | -                                                                     |                                                                       |
| 11-10-2011                                                            | Oslo                                                                  | Norvegia                                                              | 3 – 1                                                                 | Cipro                                                                 | Qual. Euro 2012                                                       | -                                                                     | 62’                                                                   |
| 29-2-2012                                                             | Nicosia                                                               | Cipro                                                                 | 0 – 0                                                                 | Serbia                                                                | Amichevole                                                            | -                                                                     | Cap. 60’                                                              |
| 15-8-2012                                                             | Sofia                                                                 | Bulgaria                                                              | 1 – 0                                                                 | Cipro                                                                 | Qual. Euro 2012                                                       | -                                                                     | Cap. 56’                                                              |
| 7-9-2012                                                              | Tirana                                                                | Albania                                                               | 3 – 1                                                                 | Cipro                                                                 | Qual. Mondiali 2014                                                   | -                                                                     | 56’                                                                   |
| 12-10-2012                                                            | Maribor                                                               | Slovenia                                                              | 2 – 1                                                                 | Cipro                                                                 | Qual. Mondiali 2014                                                   | -                                                                     | 79’                                                                   |
| 6-2-2013                                                              | Nicosia                                                               | Cipro                                                                 | 1 – 3                                                                 | Serbia                                                                | Amichevole                                                            | -                                                                     | Cap. 65’                                                              |
| 23-3-2013                                                             | Strovolos                                                             | Cipro                                                                 | 0 – 0                                                                 | Svizzera                                                              | Qual. Mondiali 2014                                                   | -                                                                     | Cap. 75’                                                              |
| 6-9-2013                                                              | Oslo                                                                  | Norvegia                                                              | 2 – 0                                                                 | Cipro                                                                 | Qual. Mondiali 2014                                                   | -                                                                     | Cap. 54’                                                              |
| 10-9-2013                                                             | Strovolos                                                             | Cipro                                                                 | 0 – 2                                                                 | Slovenia                                                              | Qual. Mondiali 2014                                                   | -                                                                     | 33’                                                                   |
| 11-10-2013                                                            | Reykjavík                                                             | Islanda                                                               | 2 – 0                                                                 | Cipro                                                                 | Qual. Mondiali 2014                                                   | -                                                                     | Cap. 13’ 67’                                                          |
| 5-3-2014                                                              | Strovolos                                                             | Cipro                                                                 | 0 – 0                                                                 | Irlanda del Nord                                                      | Amichevole                                                            | -                                                                     | 64’                                                                   |
| 4-9-2014                                                              | Pola                                                                  | Croazia                                                               | 2 – 0                                                                 | Cipro                                                                 | Amichevole                                                            | -                                                                     | Cap. 61’                                                              |
| 9-9-2014                                                              | Zenica                                                                | Bosnia ed Erzegovina                                                  | 1 – 2                                                                 | Cipro                                                                 | Qual. Euro 2016                                                       | -                                                                     | 46’                                                                   |
| 13-10-2014                                                            | Strovolos                                                             | Cipro                                                                 | 1 – 2                                                                 | Israele                                                               | Qual. Euro 2016                                                       | -                                                                     | Cap. 46’                                                              |
| 3-9-2015                                                              | Nicosia                                                               | Cipro                                                                 | 0 – 1                                                                 | Galles                                                                | Qual. Euro 2016                                                       | -                                                                     | Cap. 75’                                                              |
| 6-9-2015                                                              | Nicosia                                                               | Cipro                                                                 | 0 – 1                                                                 | Belgio                                                                | Qual. Euro 2016                                                       | -                                                                     | Cap. 53’                                                              |
| 10-10-2015                                                            | Gerusalemme                                                           | Israele                                                               | 1 – 2                                                                 | Cipro                                                                 | Qual. Euro 2016                                                       | -                                                                     | 46’                                                                   |
| 13-10-2015                                                            | Nicosia                                                               | Cipro                                                                 | 2 – 3                                                                 | Bosnia ed Erzegovina                                                  | Qual. Euro 2016                                                       | 1                                                                     | Cap. 83’                                                              |
| 24-3-2016                                                             | Odessa                                                                | Ucraina                                                               | 1 – 0                                                                 | Cipro                                                                 | Amichevole                                                            | -                                                                     | Cap. 77’                                                              |
| 25-5-2016                                                             | Užice                                                                 | Serbia                                                                | 2 – 1                                                                 | Cipro                                                                 | Amichevole                                                            | -                                                                     | Cap. 82’                                                              |
| 6-9-2016                                                              | Nicosia                                                               | Cipro                                                                 | 0 – 3                                                                 | Belgio                                                                | Qual. Mondiali 2018                                                   | -                                                                     | Cap. 89’                                                              |
| 7-10-2016                                                             | Pireo                                                                 | Grecia                                                                | 2 – 0                                                                 | Cipro                                                                 | Qual. Mondiali 2018                                                   | -                                                                     | Cap. 66’                                                              |
| 10-10-2016                                                            | Zenica                                                                | Bosnia ed Erzegovina                                                  | 2 – 0                                                                 | Cipro                                                                 | Qual. Mondiali 2018                                                   | -                                                                     | 77’                                                                   |
| 13-11-2016                                                            | Nicosia                                                               | Cipro                                                                 | 3 – 1                                                                 | Gibilterra                                                            | Qual. Mondiali 2018                                                   | -                                                                     | 73’                                                                   |
| 22-3-2017                                                             | Larnaca                                                               | Cipro                                                                 | 3 – 1                                                                 | Kazakistan                                                            | Amichevole                                                            | -                                                                     | Cap. 57’                                                              |
| 3-6-2017                                                              | Estoril                                                               | Portogallo                                                            | 4 – 0                                                                 | Cipro                                                                 | Amichevole                                                            | -                                                                     | Cap. 60’                                                              |
| 9-6-2017                                                              | Faro                                                                  | Gibilterra                                                            | 1 – 2                                                                 | Cipro                                                                 | Amichevole                                                            | -                                                                     | Cap.                                                                  |
| 31-8-2017                                                             | Nicosia                                                               | Cipro                                                                 | 3 – 2                                                                 | Bosnia ed Erzegovina                                                  | Qual. Mondiali 2018                                                   | -                                                                     | Cap. 46’                                                              |
| 3-9-2017                                                              | Tallinn                                                               | Estonia                                                               | 1 – 0                                                                 | Cipro                                                                 | Qual. Mondiali 2018                                                   | -                                                                     | 87’                                                                   |
| 10-10-2017                                                            | Tallinn                                                               | Belgio                                                                | 4 – 0                                                                 | Cipro                                                                 | Qual. Mondiali 2018                                                   | -                                                                     | 64’                                                                   |
| Totale                                                                |                                                                       | Presenze (2º posto)                                                   | 93                                                                    |                                                                       | Reti (3º posto)                                                       | 12                                                                    |                                                                       |

## Palmarès

### Club

#### Competizioni nazionali
- Campionato cipriota: 8

APOEL Nicosia: 2001-2002, 2003-2004, 2008-2009, 2010-2011, 2012-2013, 2013-2014, 2014-2015, 2015-2016
- Coppa di Cipro: 4

APOEL Nicosia: 1998-1999, 2007-2008, 2013-2014, 2014-2015
- Supercoppa di Cipro: 6

APOEL Nicosia: 2002, 2004, 2008, 2009, 2011, 2013